# ZBL-09
El ZBL-09 es una familia de vehículos de combate a ruedas de origen chino, desarrollados y fabricados por la empresa Norinco. También es llamado Leopardo de las nieves.
El mismo está en servicio en el Ejército Popular de Liberación y es ofrecido para la exportación con el nombre de VN1.
El ZBL-09 fue visto por primera vez en 2006, realizando ensayos en carretera y develado en público en el año 2009, cuando algunos ejemplares participaron del desfile militar por el 60 aniversario de la República Popular de China.

## Versiones
- Transporte blindado de personal - Armado con una ametralladora de 12,7 mm
- Vehículo de combate de infantería – Armado con una torreta con un cañón de 30 mm
- PTZ-09 – cazacarros equipado con un cañón de 105 mm
- ST-1 – vehículo blindado de combate equipado con un cañón de 105 mm
- PLZ-09 – obús autopropulsado de 122 mm
- PLL-09 – versión porta mortero de 120 mm
- CS/SA-5 – Versión de defensa aérea armado con un cañón tipo Gatling de 30 mm
- Versión de defensa aérea armado con un cañón automático de 35mm[1]
- Versiones para ingenieros, reconocimiento y de comando
- VN1 – Versión de exportación

## Operadores
- China
  - Fuerzas Terrestres del Ejército Popular de Liberación
- Venezuela
  - Infantería de Marina Venezolana.

 Las entregas comenzaron en 2014.
- Tailandia
- Gabón

## Vehículos Similares
- Mowag Piranha
- Patria AMV
- VBM Freccia
- GTK Boxer
- VBCI
- Stryker
- BTR-80